# HMS Centaur (1916)
Pour les autres navires du même nom, voir HMS Centaur.
Le HMS Centaur était un croiseur léger de classe C de la Royal Navy qui a servi pendant la Première Guerre mondiale. Il était le navire de tête du groupe Centaur de la classe C.

## Conception
L’Empire ottoman avait commandé une paire de croiseurs éclaireurs en 1914. Lorsque la Première Guerre mondiale a commencé, leur construction a été interrompue. Une quantité considérable de matériaux avait déjà été préparée, et une grande partie de ce matériel a été utilisé dans la construction du HMS Centaur et de son sister-ship HMS Concord. Le HMS Centaur a été construit par Vickers Limited. Sa quille fut posée  en janvier 1915 et il a été lancé le 1er janvier 1916.

## Carrière

### Première Guerre mondiale
Après avoir été mis en service dans la Royal Navy en août 1916, le HMS Centaur est affecté à la 5e escadre de croiseurs légers, qui opère dans le cadre de la Harwich Force en mer du Nord pour défendre les approches orientales du pas de Calais et de la Manche. Le 5 juin 1917, avec les croiseurs légers HMS Canterbury et HMS Conquest, il coule le torpilleur allemand S20 en mer du Nord près du Schouwen Bank au large de Zeebruges, en Belgique. Le 13 juin 1918, il percute une mine et doit subir des réparations à Kingston upon Hull.

### Après-guerre
Après la Première Guerre mondiale, le HMS Centaur est envoyé en mer Baltique en décembre 1918 pour y participer à la campagne britannique contre les forces bolcheviques et allemandes pendant la guerre civile russe. En mars 1919, il est réaffecté de la Harwich Force à la 3e Escadre de croiseurs légers de la Mediterranean Fleet, reclassé à Malte en juin 1920 et à Gibraltar en octobre 1922 pour poursuivre ce service.
En octobre 1923, le HMS Centaur est déclassé, transféré à la Flotte de réserve et placé en réserve au chantier naval de Devonport. Après avoir subi une remise en état en 1924 et 1925, il est réaffecté à Portsmouth le 8 avril 1925 pour servir de navire amiral au commodore (D), l’officier commandant de tous les destroyers dans la Atlantic Fleet, recommissionné en février 1928 et septembre 1930 pour continuer à occuper ce rôle. Il est de nouveau mis hors service en mars 1932 et placé en réserve à Portsmouth.

### Élimination
Le HMS Centaur a été placé sur la liste de vente en 1933 et vendu pour la démolition en février 1934 à King, de Troon, en Écosse. Il arriva à leur chantier le 6 mars 1934 pour être démantelé.